# Théophile Alexis Durand
Théophile Alexis Durand, född den 4 september 1855 i Saint-Josse-ten-Noode, död den 12 januari 1912, var en belgisk botaniker. Tillsammans med Henri François Pittier studerade han Schweiz flora. Årr 1909 gav han ut Sylloge Florae Congolanae tillsammans med sin dotter, illustratören Hélène Durand.
Auktorsnamnet T.Durand kan användas för Théophile Alexis Durand i samband med ett vetenskapligt namn inom botaniken; se Wikipediaartiklar som länkar till auktorsnamnet.